# Deenwood
Deenwood – jednostka osadnicza w Stanach Zjednoczonych, w stanie Georgia, w hrabstwie Ware.